# Coatepec, Puebla
Coatepec là một đô thị thuộc bang Puebla, México. Năm 2005, dân số của đô thị này là 729 người.